# Meier Peak
Der Meier Peak ist ein 3450 m hoher Berg in den Admiralitätsbergen im ostantarktischen Viktorialand. Er ragt 6 km südsüdwestlich des Mount Minto an der Südflanke des Ironside-Gletschers auf.
Der United States Geological Survey kartierte ihn anhand eigener Vermessungen und Luftaufnahmen der United States Navy aus den Jahren von 1960 bis 1963. Das Advisory Committee on Antarctic Names benannte ihn 1970 nach dem Lieutenant Commander Miron D. Meier von den Reservestreitkräften der US Navy, Hubschrauberpilot der Flugstaffel VX-6 während der Operation Deep Freeze der Jahre 1967 und 1968.